# Toskströmmen
Toskströmmen är ett vattendrag som förbinder Valsjön och Hotagssjön i Jämtlands län. Strömmen, som är oreglerad, erbjuder den allt mer unika "nedströmslekande" öringen. Toskströmmen korsas av länsväg 340 och ingår i Fiskevägen.